# ガルガンチュア音楽祭
ガルガンチュア音楽祭（ガルガンチュアおんがくさい、英語："Gargantua Music Festival"）は、2017年から毎年ゴールデン・ウィーク頃に石川県金沢市を中心に行われているクラシック音楽の催しである。2023年開催までは、風と緑の楽都音楽祭と称されていた。

## 歴史

### ラ・フォル・ジュルネ
2008年から2016年までは「ラ・フォル・ジュルネ金沢」が開催されていた。ラ・フォル・ジュルネは1995年にフランスのナントで始まった音楽祭で、各地で演奏会を開催し、街をクラシック一色にする、という趣旨である。2005年からは東京でも開催されるようになり、2008年からは金沢でも開催された。
しかし運営方針をめぐって内部対立があり、実行委員会側が名称を変更して出直したのが「風と緑の楽都音楽祭」である。

### 風と緑の楽都音楽祭～ガルガンチュア音楽祭
名称変更後の音楽祭は2017年4月29日に開幕した。地域内のさまざまな場所で音楽会を開く、という方針は受け継がれ、金沢・富山・福井の3駅で開幕を祝うファンファーレが鳴り響いた。石川県立音楽堂でオープニングコンサートが開かれたほか、珠洲市や小松空港のロビーなど、さまざまな場所でコンサートが開かれた。テーマはベートーヴェンで、ベートーヴェンの交響曲、ピアノ協奏曲、ピアノソナタの全曲演奏がプログラムに組まれ、5月3日にドイツのベルリン・カンマーシンフォニーにより交響曲第1番が、台湾の高雄市交響楽団により交響曲第8番が演奏された。最終日の5月5日は市民公募で選ばれた合唱団の合唱による第9で締めくくられた。会期中は178公演が開催され、来場者数は11万1840人に及び、前年のラ・フォル・ジュルネ金沢の来場者数を2000人上回った。
第2回以降はリアル脱出ゲーム金沢公演（ITビジネスプラザ武蔵）が、第4回のみ荒木飛呂彦原画展（金沢21世紀美術館）と木下大サーカス金沢公演（金沢西部緑地公園）が協賛イベントとして開催されている。
2020年4月1日、新型コロナウイルス感染症の拡大を受け、谷本正憲知事はこの年の開催を中止すると発表した。
2020年7月23日、秋の特別公演を9月6日から開催すると発表。同月31日に、12月までの主に週末、石川県立音楽堂を中心に開催される北陸3県各地での大小40のコンサートプログラムを発表した。
2024年開催分（開催期間2024年4月28日～5月5日）から、名称を「ガルガンチュア音楽祭」と変更し、クラシック音楽を軸に映画やアニメなどのプログラムも取り入れることとなった。また、2024年開催の入場料収入の5％および各会場に寄せられた募金額の計約417万円が、同年元日に発生した能登半島地震の被災地支援のため8月に馳浩石川県知事に贈呈された。

## 主な会場
- 石川県立音楽堂
- 金沢市アートホール
- 北國新聞赤羽ホール
- 北陸エリア（福井・石川・富山）

## 各年のテーマ
- 2017年（第1回）「ベートーヴェンが金沢にやってきた！」[11][12]
- 2018年（第2回）「ウィーンの風に乗って、モーツァルトが金沢に降臨」[13]（協賛行事として『リアル脱出ゲーム×映画ドラえもん・のび太の宝島からの脱出』金沢公演（ITビジネスプラザ武蔵）も開催）
- 2019年（第3回）「春待つ北ヨーロッパからの息吹 北欧とロシアの音楽〜グリーグ、シベリウス、チャイコフスキー、ショパン〜」[14][15]（協賛行事として『リアル脱出ゲーム×逆転裁判 〜その「真実」、異議あり!〜・人気よしもと芸人殺人事件』金沢公演（ITビジネスプラザ武蔵）も開催）
- 2020年（第4回）【中止】「世界の音楽、広がる和　～世界のアーティストが金沢に大集合！～」[16][17][18]（協賛行事として『リアル脱出ゲーム×ジョジョの奇妙な冒険 黄金の風・ジョジョの奇妙な美術館からの脱出』金沢公演（ITビジネスプラザ武蔵）・『荒木飛呂彦原画展』金沢会場（金沢21世紀美術館）・『木下大サーカス』金沢公演（金沢西部緑地公園）も開催）
- 2020年 「風と緑の楽都音楽祭・秋の陣」[19]
- 2021年「南欧の風－イタリア・スペイン・フランス－」[20][21]
- 2022年「ロマンのしらべ～金沢は浪漫に染まる～」[22][23]
- 2023年「東欧に輝く音楽～プラハ・ウィーン・ブダペスト～」[24][25]
- 2024年「大西洋をわたる風～イギリス・アメリカの音楽～」[26][27]
- 2025年「世界をつなぐハーモニー」[28]

## 主催
- ガルガンチュア音楽祭実行委員会、石川県、金沢市

## イメージキャラクター
イメージキャラクターのガルガンチュアは、16世紀フランスの作家ラブレーの物語『ガルガンチュア物語』の同名の登場人物に由来し、旺盛な食欲と好奇心を満たす多様なプログラムの意味が込められている。音楽祭のイメージキャラクター兼宣伝部長として、Twitter、Facebookで音楽祭の情報を宣伝している。期間中は無料公演の会場に登場して来場者との記念撮影に応じるほか、グッズの売り込みも行った。ファミリーコンサートやリトミックにもゲストとして出演した。